# 흥화
흥화(興和, 539년 11월 ~ 542년)는 동위(東魏) 효정제(孝靜帝) 중산왕(中山王) 원선견(元善見)의 세번째 연호이다. 3년 2개월 동안 사용하였다.

## 개원
- 원상(天平) 2년 11월 14일[1](539년 12월 9일)에 연호를 흥화(興和)로 개원함.[2][3][4][5]

- 흥화(興和) 5년 1월 1일[6](543년 1월 21일)에 연호를 무정(武定)으로 개원함.[2][3][4][5]

## 연대 대조표
| 흥화        | 원년           | 2년        | 3년        | 4년        |
| 서기        | 539년          | 540년      | 541년      | 542년      |
| 간지        | 기미(己未)     | 경신(庚申) | 신유(辛酉) | 임술(壬戌) |
| 서위 (西魏) | 대통(大統) 5년 | 6년        | 7년        | 8년        |
| 양 (梁)     | 대동(大同) 5년 | 6년        | 7년        | 8년        |

## 동시대 연호

### 한국
신라(新羅)
- 건원(建元) (536년 ~ 551년)

### 중국
양(梁)
- 대동(大同) (535년 ~ 546년)

서위(西魏)
- 대통(天平) (535년 ~ 551년)

고창국(高昌國)
- 장화(章和) (531년 ~ 548년)

기타 정권
- 유경궁(劉敬躬) 영한(永漢) (542년)

## 같이 보기
- 중국의 연호 목록